# Rezistență adițională

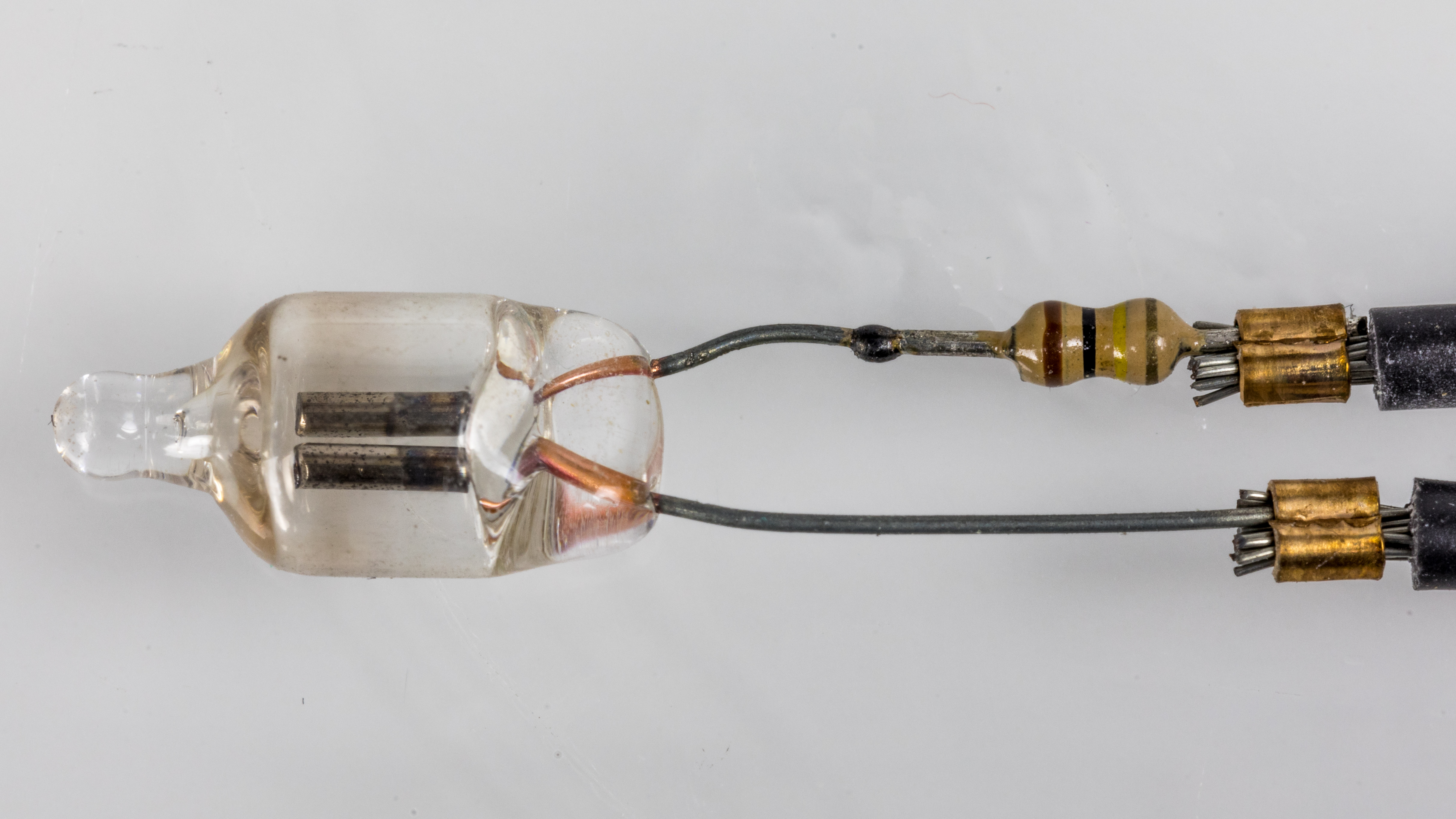
Rezistență adițională, lampă strălucitoare

Rezistența adițională este o rezistență electrică (rezistor) care se conectează în serie cu o altă componentă de circuit electric sau electronic, pentru a limita la valorile corespunzătoare curentul de lucru al acesteia, sau  tensiunea electrică aplicată ei. Nedepășirea acestor valori de curent și/sau tensiune este dictată de rațiuni de funcționare a circuitului, sau pentru se evita riscul deteriorării componentei înseriate cu rezistența adițională. Tensiunea totală aplicată pe grupul "rezistență adițională" + "componentă de circuit", trebuie să fie mai mare decât tensiunea de lucru nominală (de regim) a componentei.  

## Aplicații ale rezistențelor adiționale
- Rezistență adițională pentru tuburi cu descărcare în gaze.
- Rezistență adițională pentru dioda-tunel
- Rezistență adițională pentru arc-voltaic
- Rezistență adițională pentru diode LED
- Rezistență adițională de start, pentru limitarea curentului de pornire (conectare) la motoare și transformatoare electrice.
- Rezistență adițională pentru extindere de domeniu de măsură la voltmetre electrice.